# Resolución 1999 del Consejo de Seguridad de las Naciones Unidas
La resolución 1999 del Consejo de Seguridad de las Naciones Unidas, aprobada sin votación el 13 de julio de 2011, recomendó a la Asamblea General que admitiera a la República de Sudán del Sur como nuevo miembro de la Organización. La resolución 1999 se produjo pocos días después de la proclamación de la independencia de Sudán del Sur (9 de julio) y de su inmediata solicitud de admisión.
La resolución del Consejo de Seguridad, que fue aprobada sin la necesidad de votación, fue acompañada de una declaración de la Presidencia del Consejo en donde se valoraba "el solemne compromiso de la República de Sudán del Sur de defender los propósitos y principios de la Carta de las Naciones Unidas y de cumplir todas las obligaciones recogidas en ella."